# João Adolfo I, Duque de Saxe-Weissenfels
João Adolfo I, Duque de Saxe-Weissenfels (Halle, 2 de Novembro de 1649 – Weissenfels, 24 de Maio de 1697), foi um duque de Saxe-Weissenfels-Querfurt e membro da Casa de Wettin. Era o filho mais velho de Augusto, Duque de Saxe-Weissenfels, e da sua primeira esposa, a princesa Ana Maria de Mecklemburgo-Schwerin.

## Ascensão ao ducado e papel como mecenas das artes
Após a morte do pai a 4 de Junho de 1680, e a perda do Arcebispado de Magdeburgo (que foi secularizado pelo eleitor de Brandemburgo e convertido no Ducado de Magdeburgo), João Adolfo dedicou-se a terminar o Schloss Neu-Augustusburg, cuja construção tinha sido iniciada pelo seu pai em 1660.
A consagração da capela do castelo realizou-se a 1 de Novembro de 1682 e o castelo foi terminado no ano de 1684. Anteriormente, foi construído um teatro que, a partir de 1685, começou a receber actuação de ópera alemã.
Na sua propriedade, que ficava perto das Barracas Militares (Kavaliershaeuser), João Adolfo criou o jardim privado mais importante do centro da Alemanha da época Em 1690, foi construída a tubagem do castelo, para levar água a partir da zona de Selauer. A cidade de Weissenfels prosperou ao ponto de se tornar não só um centro administrativo, mas também um centro económico.
João Adolfo era mecenas das artes, seguindo o mesmo modelo do seu pai e outros membros da sua família; o seu Kapellmeister era Johann Philipp Krieger, que já tinha servido o falecido duque. João Adolfo também descobriu o talento musical de filho do seu cirurgião da corte, Georg Händel, e encorajou-o a deixar o jovem Georg Friedrich a formar-se em música.
Tal como o seu pai, que foi um dos seus líderes, João Adolfo foi membro da Sociedade Frutífera.

### Controvérsia da herança de Barby
Quando o condado de Rosenburgo foi entregue ao Arcebispado de Magdeburgo em 1659, após a extinção da linha masculina dos condes de Barby, o pai de João Adolfo, o duque Augusto, continuou a administrar essas zonas (embora não pertencessem ao seu património), apesar de protestos da parte dos eleitores de Brandemburgo e da Saxónia, que desejavam dividir essas terras entre si como parte do Acordo de Paz da Vestfália.
Em 1666, o eleitor da Saxónia concordou finalmente em entregar Barby e Rosenberg ao duque Augusto até à extinção da linha de Weissenfels. Após a morte do duque, o território de Barby foi herdado por um dos seus filhos mais novos, Henrique. João Adolfo, a quem o pai reduziu a herança, protestou. Após a morte do pai, João Adolfo pediu ao eleitor de Brandemburgo que lhe entregasse uma declaração de nulidade para o contrato de venda que tinha entregue Rosenberg. Em Abril de 1681 o território foi vendido por 60.000 tálares ao eleitor Frederico de Brandemburgo. Devido às dividas acumuladas pelo seu pai, em 1687, João Adolfo foi obrigado a vender o Burg bei Magdeburg.

### Disputa com o Eleitorado da Saxónia
Após a morte do príncipe-eleitor João Jorge II da Saxónia em 1680, o testamento do seu pai foi disputado pelo novo príncipe-eleitor João Jorge III relativamente às apanagens dos seus filhos mais novos; recusou-se a reconhecer os principados e linhas secundárias dos seus primos. Esta disputa trouxe dificuldades a João Adolfo, depois de este reconhecer uma ameaça da parte do Eleitorado da Saxónia aos seus próprios territórios. O conflito foi resolvido com o Contrato de Torgau (12 de Maio de 1681) e outros dois contractos assinados em Dresden em 1682 e 1688; com estes pactos, João Adolfo assegurou o seu governo em Querfurt e o seu lugar no Conselho da Alta Saxónia (Kreistag).
Após a sua morte, os seus três filhos ainda vivos, João Jorge, Cristiano e João Adolfo II, assumiram, sucessivamente, o governo do ducado de Saxe-Weissenfels.

## Casamentos e descendência
Em Altemburgo, a 25 de Outubro de 1671, João Adolfo casou-se com a princesa Joana Madalena de Saxe-Altemburgo. Tiveram onze filhos:
1. Madalena Sibila de Saxe-Weissenfels (3 de Setembro de 1673 – 28 de Novembro de 1726), casada com João Guilherme III, Duque de Saxe-Eisenach; com descendência.
2. Augusto Frederico de Saxe-Weissenfels (15 de Setembro de 1674  – 16 de Agosto de 1675), morreu aos onze meses de idade.
3. João Adolfo de Saxe-Weissenfels (7 de Junho de 1676 – 17 de Junho de 1676), morreu com dez dias de idade.
4. João Jorge, Duque de Saxe-Weissenfels (13 de Julho de 1677-16 de Março de 1712), casado com a princesa Frederica Isabel de Saxe-Eisenach; com descendência.
5. Filho sem nome (nascido e morto a 24 de Julho de 1678)
6. Joana Guilhermina de Saxe-Weissenfels (20 de Janeiro de 1680 – 4 de Julho de 1730)
7. Frederico Guilherme de Saxe-Weissenfels (18 de Janeiro de 1681– 20 de Novembro de 1681), morreu aos dez meses de idade.
8. Cristiano, Duque de Saxe-Weissenfels (23 de Fevereiro de 1682 – 28 de Junho de 1736), casou-se com a princesa Luísa Cristina de Stolberg-Stolberg; sem descendência.
9. Ana Maria de Saxe-Weissenfels (17 de Junho de 1683 – 16 de Março de 1731), casada com Erdmann II, Duque de Promnitz; com descendência.
10. Sofia de Saxe-Weissenfels (2 de Agosto de 1684 – 6 de Maio de 1752 ), casada primeiro com Jorge Guilherme, Marquês de Brandemburgo-Bayreuth; com descendência. Casada depois com Alberto José, Conde de Hoditz-Wolframitz; sem descendência.
11. João AdolfoII, Duque de Saxe-Weissenfels (4 de Setembro de 1685 – 16 de Maio de 1746), casou-se primeiro com a princesa Joaneta Antonieta de Saxe-Eisenach; com descendência. Casado depois com a princesa Frederica de Saxe-Gota-Altemburgo; com descendência.

Após a morte da sua esposa em 1686, João Adolfo casou-se pela segunda vez em Querfurt a 3 de Fevereiro de 1692 com Christiane Wilhelmine von Bünau. O casamento foi morganático e apenas se realizou pelo civil; a decisão de validar o casamento junto da igreja ficou nas mãos do duque. João Adolfo ofereceu uma Morgengabe de 6.000 táleres e uma renda anual de 3.000 táleres à sua nova esposa, assim como a liberdade para utilizar o Schloss Dahme como residência.  Obrigou os seus filhos a respeitá-la e, caso houvesse descendentes do seu segundo casamento, iria dividir novamente as terras da família. Após cinco anos de casamento, Christiane Wilhelmine recebeu o título de condessa imperial (Reichgräfin) em1697, a pedido do marido. O casal não teve filhos.

## Genealogia
| João Adolfo I, Duque de Saxe-Weissenfels | Pai: Augusto, Duque de Saxe-Weissenfels | Avô paterno: João Jorge I, Eleitor da Saxônia                   | Bisavô paterno: Cristiano I, Eleitor da Saxônia     |
| João Adolfo I, Duque de Saxe-Weissenfels | Pai: Augusto, Duque de Saxe-Weissenfels | Avô paterno: João Jorge I, Eleitor da Saxônia                   | Bisavó paterna: Sofia de Brandemburgo               |
| João Adolfo I, Duque de Saxe-Weissenfels | Pai: Augusto, Duque de Saxe-Weissenfels | Avó paterna: Madalena Sibila da Prússia                         | Bisavô paterno: Alberto Frederico, Duque da Prússia |
| João Adolfo I, Duque de Saxe-Weissenfels | Pai: Augusto, Duque de Saxe-Weissenfels | Avó paterna: Madalena Sibila da Prússia                         | Bisavó paterna: Maria Leonor de Cleves              |
| João Adolfo I, Duque de Saxe-Weissenfels | Mãe: Ana Maria de Mecklemburgo-Schwerin | Avô materno: Adolfo Frederico I, Duque de Mecklemburgo-Schwerin | Bisavô materno: João VII, Duque de Mecklemburgo     |
| João Adolfo I, Duque de Saxe-Weissenfels | Mãe: Ana Maria de Mecklemburgo-Schwerin | Avô materno: Adolfo Frederico I, Duque de Mecklemburgo-Schwerin | Bisavó materna: Sofia de Holstein-Gottorp           |
| João Adolfo I, Duque de Saxe-Weissenfels | Mãe: Ana Maria de Mecklemburgo-Schwerin | Avó materna: Ana Maria da Frísia Oriental                       | Bisavô materno: Enno III, Conde da Frísia Oriental  |
| João Adolfo I, Duque de Saxe-Weissenfels | Mãe: Ana Maria de Mecklemburgo-Schwerin | Avó materna: Ana Maria da Frísia Oriental                       | Bisavó materna: Ana de Holstein-Gottorp             |